# Дыхнов, Николай Васильевич
Николай Васильевич Дыхнов (2 февраля 1919, с. Салтыково, Аткарский уезд, Саратовская губерния, РСФСР — 22 декабря 1991, Москва, СССР) — советский хозяйственный, государственный и партийный деятель.

## Биография
Родился в 1919 году в селе Салтыково (в последующем — Баландинского, ныне Калининского района Саратовской области). Член КПСС.
Участник Великой Отечественной войны, сержант; удостоен боевых наград. С 1942 года — на хозяйственной, общественной и политической работе. В 1942—1980 гг. — инструктор, заместитель заведующего отделом, секретарь, второй секретарь ЦК ЛКСМ Казахстана, заместитель заведующего отделом ЦК ВЛКСМ, первый секретарь ЦК ЛКСМ Казахстана, второй секретарь Алма-Атинского обкома КП Казахстана, заведующий отделом партийных органов ЦК КП Казахстана, первый секретарь Алма-Атинского горкома КП Казахстана, первый секретарь Алма-Атинского промышленного обкома КП Казахстана, первый секретарь Алма-Атинского горкома КП Казахстана, главный инспектор КПК при Совмине СССР, инспектор ЦК КПСС, советник Посольства СССР в Болгарии, генеральный консул в Щецине.
Избирался депутатом Верховного Совета Казахской ССР 3-го, 4-го и 5-го созывов, Верховного Совета СССР 6-го созыва. Делегат XX и XXII съездов КПСС.
Умер в Москве в 1991 году.

## Награды
- Орден Красной Звезды (29.6.1945)
- Орден «Знак Почёта» (29.10.1945)
- Орден Отечественной войны I степени (6.4.1985)
- Медали, в том числе:
  - «За оборону Москвы» (18.01.1945)
  - «За победу над Германией» (9.5.1945)[1].